# Angiopteris caudipinna
Angiopteris caudipinna är en kärlväxtart som beskrevs av Ren Chang Ching och Wang. Angiopteris caudipinna ingår i släktet Angiopteris och familjen Marattiaceae. Inga underarter finns listade i Catalogue of Life.